# Чёрный яйцеед
Чёрный яйцеед, или чёрная яичная змея (лат. Dasypeltis atra) — вид яичных змей семейства ужеобразных.
Этот вид встречается в Бурунди, Эфиопии, Кении, Уганде, Демократической Республике Конго, Руанде, на юге Судана и севере Танзании.
Голотип достигал в длину 94,5 см.